# كانون 200d
كانون 200d هي كاميرا رقمية ذات عدسة أحادية عاكسة من صنع كانون. تستعمل معالج الصور DIGIC 7 وتأتي بدقة 24.2 ميجا بكسل.